# ماي نيشيدا
ماي نيشيدا (باليابانية: 西田麻衣؛ بالكانا: にしだ まい) هي عارضة وممثلة يابانية، ولدت في 23 مارس 1989 في ياواتا في اليابان.

## وصلات خارجية
- الموقع الرسمي
- ماي نيشيدا على موقع IMDb (الإنجليزية)
- ماي نيشيدا على موقع قاعدة بيانات الفيلم (الإنجليزية)